# Cardiologie
Cardiologia este o specialitate medicală care are ca subiect de studiu bolile inimii și ale vaselor de sânge. Etimologie: gr. kardia: „inimă”, logos: „știință”.
Cardiologia este o ramură a medicinii care se ocupă cu studiul anatomiei, fiziologiei și patologiei inimii.
Cardiologia cuprinde diagnosticul și tratamentul bolilor cardiace congenitale, bolii cardiace ischemice, insuficienței cardiace, valvulopatiilor, aritmiilor și al bolilor pericardului. Medicii specializați în acest domeniu al medicinei se numesc cardiologi. Nu trebuie confundați cu medicii chirurgi cardiovasculari care efectuează intervenții chirurgicale pe cord.

## Specializări
Toți cardiologii în domeniul medicinei studiază afecțiunile inimii, dar studiul afecțiunilor cardiace la adulți și la copii necesită căi de pregătire diferite. Prin urmare, un cardiolog pentru adulți (adesea numit simplu "cardiolog") nu are pregătire adecvată pentru a avea grijă de copii, iar cardiologii pediatrici nu sunt pregătiți să trateze afecțiunile cardiace ale adulților. Aspectele chirurgicale nu sunt incluse în cardiologie și se află în domeniul chirurgiei cardio-toracice. De exemplu, intervențiile chirurgicale precum bypass-ul arterei coronare (CABG), bypass-ul cardiopulmonar și înlocuirea valvei sunt proceduri chirurgicale efectuate de chirurgi, nu de cardiologi. Cu toate acestea, unele proceduri minim invazive, cum ar fi cateterizarea cardiacă și implantarea stimulatorului cardiac artificial, sunt efectuate de cardiologi care au o pregătire suplimentară în intervenții non-chirurgicale (cardiologie intervențională și electrofiziologie respectiv).
Specializările în cardiologie includ:
- Cardiologie pentru adulți
- Electrofiziologie cardiacă
- Electrofiziologie cardiacă clinică
- Cardiogeriatrie
- Imagistică
- Cardiologie intervențională
- Cardiomiopatie/insuficiență cardiacă
- Cardiooncologie
- Cardiologie preventivă și reabilitare cardiacă
- Cardiologie pediatrică